# Milutin Šoškić
Milutin Šoškić (szerb cirill betűkkel Милутин Шошкић; Peja, 1937. december 31. – 2022. augusztus 27.) olimpiai bajnok és Európa-bajnoki ezüstérmes szerb edző, korábbi labdarúgókapus.
A jugoszláv válogatott tagjaként részt vett az 1960. évi nyári olimpiai játékokon, az 1960-as Európa-bajnokságon és az 1962-es világbajnokságon.

## Sikerei, díjai
Partizan
- Jugoszláv bajnok (4): 1960–61, 1961–62, 1962–63, 1964–65
- Jugoszláv kupa (1): 1956–57

1. FC Köln
- Német kupa (1): 1967–68

Jugoszlávia
- Olimpiai bajnok (1): 1960
- Európa-bajnoki ezüstérmes (1): 1960